# Parauta
Parauta là một đô thị trong tỉnh Málaga, cộng đồng tự trị Andalusia Tây Ban Nha. Đô thị này có diện tích là 44 ki-lô-mét vuông, dân số năm 2009 là 231 người với mật độ 5,85 người/km². Đô thị này có cự ly 108 km so với tỉnh lỵ Málaga.